# NGC 4035
NGC 4035 je prečkasta spiralna galaktika u zviježđu Gavranu. 

## Vanjske poveznice
- (eng.) SEDS: NGC 4035
- (eng.) Revidirani Novi opći katalog
- (eng.) Izvangalaktička baza podataka NASA-e i IPAC-a
- (eng.) Astronomska baza podataka SIMBAD
- (eng.) VizieR